# Bielejewo Leśne
Bielejewo Leśne – osada leśna w Polsce położona w województwie wielkopolskim, w powiecie szamotulskim, w gminie Ostroróg. 
W latach 1975–1998 miejscowość administracyjnie należała do województwa poznańskiego.